# Wieden (Wien)
Wieden ( [ˈviːdn̩] ?) er den 4. af Wiens 23 bydele (bezirke).
48°11′22″N 16°21′42″Ø / 48.1894°N 16.3617°Ø